# La Chapelle Royale

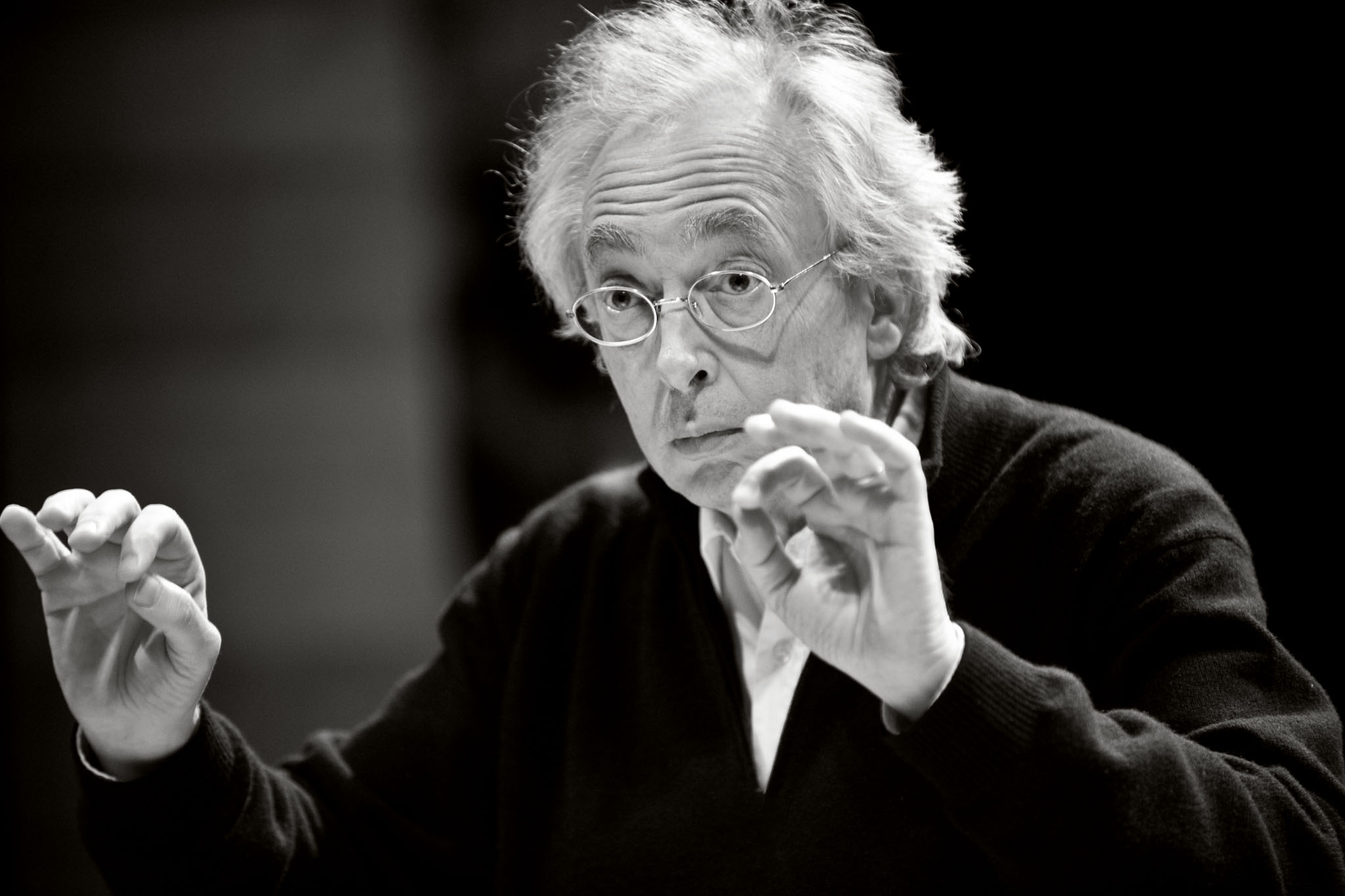
Philippe Herreweghe, Gründer des französischen Ensembles La Chapelle Royale

La Chapelle Royale ist ein französisches Ensemble für Barockmusik.

## Geschichte
La Chapelle Royale wurde 1977 in Paris von dem belgischen Dirigenten Philippe Herreweghe gegründet. Das Ensemble besteht aus etwa 30 jungen französischen Sängern und einem auf barocken Instrumenten spielenden Orchester.
La Chapelle Royale hat seinen Namen von der Chapelle royale, einer musikalischen Einrichtung, die der Schlosskapelle der französischen Könige angegliedert war. Die Einrichtung bestand aus einem Chor, Organisten und Instrumentalisten und war von der Musique du Chambre getrennt, die weltliche Musik aufführte.
Die ursprüngliche Zielsetzung des Ensembles war es, das große französische Repertoire des 17. Jahrhunderts zu interpretieren (Henri Dumont, Jean-Baptiste Lully, Marc-Antoine Charpentier, André Campra, Jean Gilles …), aber Herreweghe verband La Chapelle Royale seit 1985 mehr und mehr mit seinem belgischen Ensemble, dem Collegium Vocale Gent, in einem Repertoire, das fast ausschließlich der Musik von Johann Sebastian Bach gewidmet ist.
Seit seiner Gründung hat La Chapelle Royale an bedeutenden musikalischen Festivals teilgenommen, etwa dem Festival van Vlaanderen, dem Holland Festival, dem Festival von Saintes, sowie Festivals in Stuttgart, Ansbach, Breslau, Mailand, Bologna, Turku, Luzern, Salzburg, Linz und Bratislava. Es beteiligte sich auch an zahlreichen Opernproduktionen, etwa Iphigénie en Tauride von Niccolò Piccinni in Paris, Les Indes galantes von Jean-Philippe Rameau 1983 in Florenz, L’Orfeo von Claudio Monteverdi 1985 beim Festival in Aix-en-Provence, Dido and Aeneas von Henry Purcell 1992 im Théâtre de la Monnaie in Brüssel und Armide von Jean-Baptiste Lully 1992 im Théâtre des Champs-Elysées in Paris.
Das Ensemble wurde – neben Philippe Herreweghe – auch von Gustav Leonhardt, Peter Phillips, Michel Corboz, John Eliot Gardiner, Roy Goodman, Sigiswald Kuijken, Bernard Haitink und John Adams geleitet und hat inzwischen mehr als 60 CDs für die Labels Virgin Classics und Harmonia Mundi produziert.
La Chapelle Royale ist Mitglied der Vereinigung FEVIS (Federation of the Vocal Ensembles and Instrumental Specialized). Neben La Chapelle Royale gründete Philippe Herreweghe auch das Ensemble Vocal Européen de la Chapelle Royale.

## Bedeutung
La Chapelle Royale war in den 1980er Jahren, zusammen mit dem Musikensemble Les Arts Florissants, eine der Säulen der musikalischen Revolution, die in Frankreich und Belgien unter dem Namen „Baroqueux“ (siehe historische Aufführungspraxis oder Aufführung auf historischen Instrumenten) bekannt ist und in den 1970er Jahren durch Nikolaus Harnoncourt und Gustav Leonhardt initiiert wurde.
Das Ensemble hat sich zu einem der weltweit führenden Ensembles des französischen Barockmusik entwickelt und hat inzwischen sein Repertoire von der Renaissance bis in die Klassik und auch die Frühromantik ausgedehnt.

## Aufnahmen

### La Chapelle Royale
- 1981: Motets pour la Chapelle du roy, Henry Du Mont
- 1984: Les Indes galantes, Jean-Philippe Rameau
- 1985: Grands Motets, Jean-Baptiste Lully
- 1985: Motet Pour l'Offertoire de la Messe Rouge et Miserere H.219, Marc-Antoine Charpentier
- 1986: Motets, Josquin des Prez
- 1987: Musikalische Exequien, Heinrich Schütz
- 1987: Requiem, André Campra
- 1988: Messe de Requiem op.48 - orchestration originale, Gabriel Fauré et Messe des Pêcheurs de Villerville, Gabriel Fauré / André Messager (La Chapelle Royale, Les Petits Chanteurs de Saint-Louis, Ensemble Musique Oblique)
- 1990: Requiem, Jean Gilles (Komponist)|Jean Gilles
- 1991: Cantates pour basse BWV 82, 56 et 128, Johann Sebastian Bach

### La Chapelle Royale mit dem Collegium Vocale Gent
- 1983: Motets, Johannes Brahms (Chapelle Royale, Collegium Vocale)
- 1984: Motets & Psalms, Felix Mendelssohn Bartholdy (Chapelle Royale, Collegium Vocale)
- 1985: Matthäus Passion BWV 244, Johann Sebastian Bach (Chapelle Royale, Collegium Vocale)
- 1986: Grand Motets, Johann Sebastian Bach (Chapelle Royale, Collegium Vocale, Orchestre de la Chapelle Royale)
- 1987: Vespro della Beata Vergina, Claudio Monteverdi (Chapelle Royale, Collegium Vocale, Saqueboutiers de Toulouse)
- 1988: Johannes Passion BWV 245, Johann Sebastian Bach (Collegium Vocale, Orchestre de la Chapelle Royale)
- 1990: Cantate Am Abend aber desselbigen Sabbats BWV 42, Johann Sebastian Bach (Chapelle Royale, Collegium Vocale)
- 1990: Magnificat BWV 243, Johann Sebastian Bach (Chapelle Royale, Collegium Vocale)

### La Chapelle Royale mit dem Collegium Vocale Gent und dem Orchestre des Champs Elysées
- 1992: Große Messe in c-Moll, Wolfgang Amadeus Mozart (Chapelle Royale, Collegium Vocale, Orchestre des Champs Elysées)
- 1993: Elias, Felix Mendelssohn Bartholdy (Chapelle Royale, Collegium Vocale, Orchestre des Champs Elysées)
- 1994: Ein Sommernachtstraum, Die Hebriden, Felix Mendelssohn Bartholdy (Chapelle Royale, Collegium Vocale, Orchestre des Champs Elysées)
- 1995: Missa solemnis, Ludwig van Beethoven (Chapelle Royale, Collegium Vocale, Orchestre des Champs Elysées)
- 1996: Paulus, Felix Mendelssohn Bartholdy (Chapelle Royale, Collegium Vocale, Orchestre des Champs Elysées)
- 1996: Ein deutsches Requiem op.45, Johannes Brahms (Chapelle Royale, Collegium Vocale, Orchestre des Champs Elysées)
- 1997: L’enfance du Christ, Hector Berlioz (Chapelle Royale, Collegium Vocale, Orchestre des Champs Elysées)
- 1998: Szenen aus Goethes Faust, Robert Schumann (Chapelle Royale, Collegium Vocale, Orchestre des Champs Elysées)

### Ensemble Vocal Européen de la Chapelle Royale
- 1989: Les Lamentations de Jérémie, Roland de Lassus
- 1992: Missa Viri Galilei, Palestrina

Alle diese Aufnahmen wurden bei Harmonia Mundi veröffentlicht.